# يا فتاة اغسلي وجهك (كتاب)
يافتاة، اغسلي وجهكِ: توقفي عن الإيمان بالأكاذيب عن من أنتِ حتى تتمكني أن تصبحي ما كان من المفترض أن تكوني عليه (بالإنجليزية: Girl, Wash Your Face Stop Believing the Lies About Who You Are So You Can Become Who You Were Meant to Be) هو كتاب من نوع مساعدة الذات للمؤلفة الأمريكية راتشيل هوليس، نشره توماس نيلسون في عام 2018.
وصفت صحيفة واشنطن بوست الكتاب بأنه مزج بين مذكرات ونصائح تحفيزية واقتباسات من الكتاب المقدس وحديث الفتاة المنطقي.  الرسالة السائدة في مجلدها هي إلى حد كبير عن إعتماد الأنثى على الذات، وأفضل ما لخصّته هوليس في الكتاب هو أنت، أنت وحدك، مسؤول في النهاية عن مدى سعادتك.  حقق الكتاب نجاحًا كبيرًا، إذ وُصف بأنه ظاهرة نشر  وكان ثاني أكثر الكتب شعبية لعام 2018 على موقع أمازون.كوم (أمازون (شركة)).  أُدرج الكتاب ضمن قائمة الكتب الأكثر مبيعًا في صحيفة نيويورك تايمز ضمن فئة النصائح والإرشادات والمتنوعات. 
يتألف الكتاب من 20 فصلًا تتمحور حول 20 كذبة، قالت هوليس إنها أخبرت نفسها سابقًا - على سبيل المثال: (سأبدأ غدًا)، (تُعرف نفسي من خلال وزني) - وتمضي في شرح كيف تعاملت بنجاح مع كل عقبة. 

## استقبال
قالت أليسا تشايلدرز من تحالف الإنجيل إن هوليس يمكنها أن تروي قصة ستجعلك تبكي في دقيقة واحدة وتطلق النار على دايت كوكا من أنفك في اللحظة التالية ولكن في النهاية تعارضت مع الكتاب الشامل. بينما كانت تشايلدرز متعاطفة مع العديد من الموضوعات الواردة في الكتاب، فقد شعرت أنه على الرغم من تسويقه بمثابة كتاب مسيحي، فإن رسالته الأساسية المتمثلة في الارتقاء بالنفس هو حل لأي مشكلة جاءت بدلاً من (تسليم حياتك ليسوع وتضع ثقتك فيه وحده). واعترفت أيضًا بأن الكتاب أرهقها. ولاحظت: (الأمر كله يتعلق بما يمكنني القيام بعمل أفضل وما لا أفعله جيدًا بما فيه الكفاية). كيف تكون أفضل في العمل، والأبوة، والكتابة. كيف تكون أقل سوءًا في تمارين القلب والجنس، كما تعلم، تغيير العالم. لكن معرفة الأخبار السارّة في من أنا في المسيح تجلب الراحة الحقيقية. 
انتقدت لورا تورنر من بزفيد الرسالة الأساسية للكتاب، وهي أنت، أنت وحدك، مسؤولٌ في النهاية عما أصبحت عليه ومدى سعادتك، إذ وصفته بأنه كذبة. إن فلسفتها الأساسية بحد ذاتها ترمز إلى انقسام كبير في الفكر الأمريكي الذي يهيمن على خطابنا الوطني: هل الناس الذين لديهم مشكلات مسؤولون عن إصلاحها بأنفسهم؟ أم أن هناك بعض المسؤولية الجماعية التي نتهرب منها – هل المجتمع مدين بشيء لجميع أعضائه؟ وأشارت تورنر. توجد آثار مظلمة في جعل كل شيء مسألة مسؤولية شخصية، وهو تحيز هوليس. إنها تطلب منا أن نستجوب ونفكك الأكاذيب التي آمنا بها عن أنفسنا، وأتساءل كيف ستعمل تلك العدسات إذا استعملناها على الأكاذيب التي تنشرها في يافتاة، اغسلِ وجهكِ.